# 李維翰
李維翰（？—？），號憩棠，河南歸德府睢州人，明朝政治人物。

## 生平
萬曆十九年（1591年）河南辛卯科鄉試舉人。萬曆二十年（1592年），聯捷壬辰科第三甲第二百十五名進士。大理寺觀政，二十四年授左評事，二十六年升右寺副，二十九年丁憂。三十二年起添注右寺副，本年升左寺正，萬曆三十三年（1605年）十二月升任直隸河間府知府，三十六年陞陝西靖邊道副使，四十年十月加升本省按察使，照旧管事，进本省右布政使，四十四年二月仕至右佥都御史、遼東巡撫，四十六年五月回籍听勘。

## 家族
曾祖李本；祖父李良；父李俊。